# Wendilgarda panjanensis
Espèce
Wendilgarda panjanensis est une espèce d'araignées aranéomorphes de la famille des Theridiosomatidae.

## Distribution
Cette espèce est endémique de Hainan en Chine,.

## Description
Le mâle holotype mesure 1,29 mm.

## Étymologie
Son nom d'espèce, composé de panja et du suffixe latin -ensis, « qui vit dans, qui habite », lui a été donné en référence au lieu de sa découverte, Panja.

## Publication originale
- Barrion, Barrion-Dupo, Catindig, Villareal, Cai, Yuan & Heong, 2013 : New species of spiders (Araneae) from Hainan Island, China. UPLB Museum Publications in Natural History, no 3, p. 1-103.